# Craon (Mayenne)
Craon település Franciaországban, Mayenne megyében. Lakosainak száma 4415 fő (2022. január 1.). Craon Athée, Bouchamps-lès-Craon, Chérancé, Denazé, Livré-la-Touche, Niafles és Pommerieux községekkel határos.

## Népesség
A település népességének változása:
| Lakosok száma | 4482 | 4829 | 4767 | 4629 | 4481 | 4509 | 4507 | 4486 | 4456 | 4415 |
|               | 1968 | 1982 | 1990 | 2006 | 2013 | 2015 | 2017 | 2019 | 2020 | 2022 |

## Testvérvárosok
- Iszkaszentgyörgy (Magyarország)[2]
- Okehampton (Nagy-Britannia)
- Buchenberg (Németország)